# Victor Kiplangat
Victor Kiplangat (ur. 10 listopada 1999) – ugandyjski lekkoatleta, specjalizujący się głównie w biegach długich. Triumfator biegu na 13 km, który odbył się w ramach Mistrzostw Świata w Biegach Górskich 2017 we włoskiej Premanie. W 2022 roku zdobył złoty medal w maratonie na Igrzyskach Wspólnoty Narodów 2022, a w 2023 został mistrzem świata w tej konkurencji biegowej.